# Astyanax jordani
Astyanax jordani é um peixe de água doce da família dos caracídeos, nativo do México. É muitas vezes chamado de tetra caverna, de peixe-cego ou pelo seu nome local em espanhol sardina cega.
Sendo um peixe de caverna cego, A. jordani é muito relacionado com o tetra mexicano (A. mexicanus) e sua taxonomia é disputada. Alguns tratam os dois como sendo variantes da uma única espécie (no caso A. jordani é um sinônimo mais recente de A. mexicanus) e isso é suportado por evidência filogenética. Mas outros continuam a reconhecer os dois como sendo espécies separadas.
A. jordani é listado na Lista Vermelha da União Internacional para a Conservação da Natureza e dos Recursos Naturais como vulnerável com base na sua população que está encolhendo e habitat muito restrito e que está diminuindo. Contudo é muito resiliente, com tempo de dobra populacional estimado em 15 meses.
Ele alegadamente foi introduzido nas Filipinas.